# Hydnellum earlianum
Hydnellum earlianum är en svampart som beskrevs av Banker 1906. Hydnellum earlianum ingår i släktet korktaggsvampar och familjen Bankeraceae.   Inga underarter finns listade i Catalogue of Life.